# Barbodes kuchingensis
Barbodes kuchingensis (кучинзький барбус) — субтропічна прісноводна риба роду Barbodes родини коропових. Вперше описана у 1940 році. Наукова назва походить від назви столиці штату Саравак, Малайзія — міста Кучинг, яке знаходиться на острові Калімантан.
Зустрічається на території Індонезії та Малайзії у західній частині о. Калімантан, басейн річки Капуас.
Віддає перевагу мілким лісовим річкам та потічкам, з чистою водою. Іноді зустрічається в басейнах, які формуються під водоспадами.
Довжина риби не перевищує 12 см. За забарвленням (особливо молоді риби) нагадує Striuntius lateristriga, через що їх часто плутають між собою.
Утримується як акваріумна риба. В акваріумах зустрічається рідко, зазвичай потрапляє в продаж помилково, під назвою Puntius lateristriga.
В цілому, умови утримування в акваріумах такі ж як у інших барбусів.
Рекомендовані параметри води:
- Температура — 20—28 °C,
- Жорсткість — принципового значення не має,
- Кислотність — pH 5,0-7,5.